# Mistyka oblubieńcza
Mistyka oblubieńcza, mistyka nupcjalna – jest doświadczeniem Boga, w którym to, co święte, łączy się z tym, co erotyczne.

## Podstawy biblijne
W Starym Testamencie znajduje się Pieśń nad Pieśniami, która jest metaforą relacji między Jahwe a jego ludem:
„Bo jak młodzieniec poślubia dziewicę, tak twój budowniczy Ciebie poślubi i jak oblubieniec weseli się z oblubienicy, tak Bóg twój tobą się rozraduje” (Iz 62,5)
Włączone do kanonu poematy miłosne Pieśni nad Pieśniami są tekstami, którymi posługuje się każda chrześcijańska mistyka oblubieńcza – już Orygenes i Grzegorz z Nyssy interpretowali postać oblubienicy z Pieśni nad Pieśniami, jako duszę człowieka a postać oblubieńca jako Boga.
Na Zachodzie podaje się tę egzegezę dopiero w XII w. Z kolei, Bernard z Clairvaux z trwałym skutkiem zwłaszcza dla mistyki przeżyciowej (Unio Mystica), przedstawia fragment Pieśni nad Pieśniami jako duchowe zaślubiny. Orygenes pisze, że: księga ta wzbudza w duszy miłość do spraw niebieskich i pożądanie spraw Bożych, a wykorzystując symbol Oblubieńca i Oblubienicy uczy, że drogami miłości należy dojść do współuczestnictwa z Bogiem.

## Teoretycy mistyki oblubieńczej
Teoretyczną terminologią mistyki oblubieńczej zajmują się m.in.:
- Bernard z Clairvaux – w komentarzu do Pieśni nad Pieśniami rozróżnia miłość do Boga w sposób trójstopniowy: miłość niewolnika, najemnika i syna. W jego klasyfikacji znajduje się również drugi podział, zakładający cztery stopnie miłości: 1) człowiek kocha siebie ze względu na siebie, 2) Człowiek kocha Boga ze względu na siebie, 3) Człowiek kocha Boga ze względu na Boga, 4) Człowiek kocha siebie ze względu na Boga[2].
- Jan Ruysbroeck – jest autorem dzieła Zaślubiny duchowe, gdzie istotnym elementem mistyki jest idea Bożego objęcia. Objęcie wywodzi się z natury miłości. Miłując obejmujemy Boga, który jest Miłością. Chodzi o miłosne pogrążenie się w Bogu[3][4].
- Teresa z Ávili – autorka książki pt. Twierdza wewnętrzna, gdzie znajduje się siedem mieszkań, w którym najdoskonalsze jest siódme z nich gdzie następuje tu tzw. małżeństwo duchowe między duszą a Bogiem. Dusza, jest w harmonii z Bogiem i całą Trójcą Najświętszą. W tym mieszkaniu realizuje się ostatecznie cel życia wewnętrznego jakim jest pełne zjednoczenie z Bogiem, czyli duchowe zaślubiny, jakie dokonuje się dzięki modlitwie. Śmierć jest dla niej momentem, które sprawia, że jest szczęśliwa bo za chwilę stanie przed Bogiem[5].
- Jan od Krzyża – w jego kontemplacji znaczące jest stwierdzenie, że wiara trwa przy Bogu mimo ciemności, nadzieja zdecydowanie dąży do nieskończonego Dobra, a miłość upodabnia duszę do Boga-Miłości i staje się przyczyną bezpośredniego zjednoczenia z Nim6. Jan od Krzyża posługuje się tutaj trzema cnotami boskimi: wiarą, nadzieja i miłością. Dzięki cnocie miłości następuje przylgnięcie duszy człowieka do osoby Boga. Chrystus jest Drogą, Prawdą i Życiem – tym mottem Jan od Krzyża definiuje życie zgodne z zasadami Jezusa. Jan od Krzyża wspomina o „nocy bolesnej kontemplacji", w której następuje spalenie wszystkiego tego, co nie jest miłością Boga. Dzięki temu dusza jest w stanie w pełni zespolić się z Bogiem[6].
- Jacques-Bénigne Bossuet[7].

## Mistyka pełna erotyzmu
Formą mistyki oblubieńczej są zaślubiny z jakąś personifikacją mającą związek z religią np. Franciszka z Asyżu z panią Biedą czy Suzo z Boską hipostazą wiecznej mądrości (Sofia). Dokładny opis mistyki oblubieńczej pozostawiła zwłaszcza Mechtylda z Magdeburga. Dusza jest „dojrzałą w pełni oblubienicą”, pragnie „naga spocząć w ramionach Boga” (5,25), aby mógł On „całować ją bez końca i obejmować ją swoimi gołymi ramionami”. Bóg mówi o niej ”moja poduszka, moje łoże miłości” „rozkoszy mojego bóstwa”, „kocha ją ze wszystkich sił na łożu miłości" itd. Podobnie ukazuje się „oblubienica i matka” „wielkiego Oblubieńca” w wizjach Hadewijch. Konkretność z jaką mogła być przeżywana mistyka oblubieńcza, ujawnia się też w przypadku Małgorzaty Ebner, która całowała, pieściła, a udając się na spoczynek kładła na siebie wielki krucyfiks, co pozwalało jej na doznanie największej rozkoszy. W przypadku Hadewijch, także badacze katoliccy ostatnio przyznali że mistyka oblubieńcza tych mistyczek, nie sprowadza się jedynie do metaforyki literackiej (jak traktowała to starsza literatura), lecz jest spotkaniem z Bogiem o podłożu erotycznym.

## Mistyka Oblubieńcza jako narodziny Boga
Do zjawisk mistyki oblubieńczej można zaliczyć również metaforę narodzin Boga w głębi duszy. Mistyka kobiet ukazuje tego przykłady. U heretyckich mistyków można spotkać z wyobrażeniem o znalezieniu się w stanie błogosławionym za sprawą Chrystusa, by porodzić Ducha Świętego. Należy jednak zauważyć, że dokonując połączenia mistyki oblubieńczej i naśladowania Maryi, również święte Brygida Szwedzka, Dorota z Mątowów, błogosławione Ida z Leuven, Gertruda von Oosten, Lukardis z Oberweimar, czcigodna Agnieszka Blennbekin i inne darzone czcią mistyczki mówiły o swojej mistycznej brzemienności (np. w czasie Boźego Narodzenia).

## Znani mistycy
- Mechtylda z Magdeburga,
- Brygida Szwedzka,
- Dorota z Mątowów,
- Ida z Leuven,
- Małgorzata Abner,
- Ojciec Pio,
- Faustyna Kowalska.